# Mauro Coppolaro
Mauro Coppolaro (Benevento, 10 marzo 1997) è un calciatore italiano, difensore della Salernitana.

## Caratteristiche tecniche
Difensore abile nel gioco aereo, bravo negli anticipi difensivi e nell'impostazione del gioco, grazie alla sua duttilità tattica può essere impiegato sia in una difesa a 3 che in una a 4 giocando come centrale o terzino destro.

## Carriera

### Club
Originario di Foglianise, dopo aver giocato in una formazione dilettantistica della valle Vitulanese (la Asd di Dio Team), dal 2009 al 2014 fa parte del settore giovanile della Reggina, che nella stagione 2013-2014 lo aggrega alla propria prima squadra, in Serie B; Coppolaro nel corso della stagione esordisce anche tra i professionisti, giocando nella parte finale della stagione (conclusasi con la retrocessione in Lega Pro della squadra calabrese) 5 partite nel campionato cadetto.
Nell'estate del 2014 viene ceduto a titolo definitivo all'Udinese, con cui gioca per due stagioni consecutive nel Campionato Primavera, senza esordire in prima squadra.
Nell'estate del 2016, all'età di 19 anni, la squadra bianconera lo cede in prestito al Latina in Serie B, con il quale Coppolaro disputa 20 partite di campionato nel corso della stagione 2016-2017 che vede la retrocessione della squadra laziale.
Nell'estate 2017 viene girato di nuovo in prestito in Serie B, al Brescia, mentre nella stagione 2018-2019 viene ceduto in prestito al Venezia.
Il 9 luglio 2019 viene ceduto a titolo definitivo alla Virtus Entella, club ligure neopromosso in Serie B. Il primo anno mette insieme 25 presenze in B mentre il 30 settembre 2020 al debutto nella sua seconda stagione indossa per la prima volta la fascia di capitano in Entella-Albinoleffe 2-1, gara valida per il secondo turno di Coppa Italia, e tre giorni più tardi in Entella-Reggiana 0-2 arriva a quota 100 presenze totali con i club. Rimasto a Chiavari nonostante la retrocessione in Serie C, il 28 agosto 2021 segna il suo primo gol in carriera con i club alla prima di campionato contro il Teramo (2-0) e in questa stagione sarà uno dei giocatori più impiegati. In tutto con l’Entella mette insieme 89 presenze e 3 gol.
Il 6 agosto 2022 viene ceduto al Modena, neopromosso in Serie B, con cui firma un contratto biennale con opzione. 
Il 14 luglio 2023 viene ceduto alla Carrarese con la formula del prestito biennale.
L'11 luglio 2025 viene acquistato a titolo definitivo dalla Salernitana, neoretrocessa in Serie C, con la quale sigla un accordo biennale.

### Nazionale
Nel 2014 ha partecipato ai Campionato europeo di calcio Under-17 2014, selezione con la quale aveva già esordito nell'anno precedente; tra il 2014 ed il 2015 disputa invece 5 partite amichevoli con l'Under-18.
Tra il 2015 ed il 2016 ha totalizzato 20 presenze con la maglia dell'Under-19, con la quale oltre a segnare 2 reti ha anche partecipato al Campionato europeo di calcio Under-19 2016, nei quali gli azzurrini hanno perso la finale contro i pari età della Francia, ottenendo la qualificazione ai Mondiali Under-20 del 2017.
Nel 2017 viene convocato per disputare il Campionato mondiale di calcio Under-20 2017: fa il suo esordio nella manifestazione nella prima giornata della fase a gironi, il 21 maggio 2017, giocando da titolare la partita persa per 1-0 contro l'Uruguay. Ottiene il terzo posto nella manifestazione mondiale disputata in Corea del Sud.

## Statistiche

### Presenze e reti nei club
Statistiche aggiornate al 17 agosto 2025.
| Stagione         | Squadra          | Campionato       | Campionato | Campionato | Coppe nazionali | Coppe nazionali | Coppe nazionali | Coppe continentali | Coppe continentali | Coppe continentali | Altre coppe | Altre coppe | Altre coppe | Totale | Totale |
| Stagione         | Squadra          | Comp             | Pres       | Reti       | Comp            | Pres            | Reti            | Comp               | Pres               | Reti               | Comp        | Pres        | Reti        | Pres   | Reti   |
| ---------------- | ---------------- | ---------------- | ---------- | ---------- | --------------- | --------------- | --------------- | ------------------ | ------------------ | ------------------ | ----------- | ----------- | ----------- | ------ | ------ |
| 2013-2014        | Reggina          | B                | 5          | 0          | CI              | 0               | 0               | -                  | -                  | -                  | -           | -           | -           | 5      | 0      |
| 2014-2015        | Udinese          | A                | 0          | 0          | CI              | 0               | 0               | -                  | -                  | -                  | -           | -           | -           | 0      | 0      |
| 2015-2016        | Udinese          | A                | 0          | 0          | CI              | 0               | 0               | -                  | -                  | -                  | -           | -           | -           | 0      | 0      |
| Totale Udinese   | Totale Udinese   | Totale Udinese   | 0          | 0          |                 | 0               | 0               |                    | -                  | -                  |             | -           | -           | 0      | 0      |
| 2016-2017        | Latina           | B                | 20         | 0          | CI              | 0               | 0               | -                  | -                  | -                  | -           | -           | -           | 20     | 0      |
| 2017-2018        | Brescia          | B                | 28         | 0          | CI              | 2               | 0               | -                  | -                  | -                  | -           | -           | -           | 30     | 0      |
| 2018-2019        | Venezia          | B                | 16+2       | 0          | CI              | 0               | 0               | -                  | -                  | -                  | -           | -           | -           | 18     | 0      |
| 2019-2020        | Virtus Entella   | B                | 25         | 0          | CI              | 0               | 0               | -                  | -                  | -                  | -           | -           | -           | 25     | 0      |
| 2020-2021        | Virtus Entella   | B                | 21         | 0          | CI              | 3               | 0               | -                  | -                  | -                  | -           | -           | -           | 24     | 0      |
| 2021-2022        | Virtus Entella   | C                | 32+5       | 3          | CI-C            | 3               | 0               | -                  | -                  | -                  | -           | -           | -           | 40     | 3      |
| Totale Entella   | Totale Entella   | Totale Entella   | 78+5       | 3          |                 | 6               | 0               |                    | -                  | -                  |             | -           | -           | 89     | 3      |
| 2022-2023        | Modena           | B                | 17         | 0          | CI              | 0               | 0               | -                  | -                  | -                  | -           | -           | -           | 17     | 0      |
| 2023-2024        | Carrarese        | C                | 28+6       | 0          | CI-C            | 1               | 0               | -                  | -                  | -                  | -           | -           | -           | 35     | 0      |
| 2024-2025        | Carrarese        | B                | 17         | 0          | CI              | 2               | 0               | -                  | -                  | -                  | -           | -           | -           | 19     | 0      |
| Totale Carrarese | Totale Carrarese | Totale Carrarese | 45+6       | 0          |                 | 3               | 0               |                    | -                  | -                  |             | -           | -           | 54     | 0      |
| 2025-2026        | Salernitana      | C                | -          | -          | CI-C            | 1               | 0               | -                  | -                  | -                  | -           | -           | -           | 1      | 0      |
| Totale carriera  | Totale carriera  | Totale carriera  | 209+13     | 3          |                 | 12              | 0               |                    | -                  | -                  |             | -           | -           | 234    | 3      |